# 1,6-hexaandiol
1,6-hexaandiol is een organische verbinding met als brutoformule C6H14O2. De stof komt voor als kleurloze en wasachtige kristallen, die goed oplosbaar is in water.

## Synthese
De industriële productie van 1,6-hexaandiol begint met de oxidatie van cyclohexaan. Het product van deze reactie bestaat in hoofdzaak uit adipinezuur en 6-hydroxyhexaanzuur, naast verschillende andere oxidatieproducten waaronder cyclohexanon, cyclohexanol, caprolacton en andere aldehyden, ketonen en carbonzuren.
De zuurfractie van dit reactieproduct wordt dan veresterd met een alcohol, bij voorkeur een diol zoals 1,5-pentaandiol of 1,6-hexaandiol zelf. Daarna hydrogeneert men deze esters op hoge druk en temperatuur met waterstof, waardoor men een product verkrijgt dat hoofdzakelijk 1,6-hexaandiol bevat samen met het eerder gebruikte alcohol. Daaruit kan 1,6-hexaandiol gedestilleerd worden.

## Toepassingen
1,6-hexaandiol wordt gebruikt als monomeer voor polyesters. Men kan er na reactie met ammoniak, hexamethyleendiamine van maken, een van de grondstoffen voor nylon-6,6.

## Viscositeit
Hieronder staan enkele viscositeitswaarden van 1,6-hexaandiol:
| Temperatuur (K) | Temperatuur (°C) | Viscositeitscoëfficiënt (Pa·s) |
| --------------- | ---------------- | ------------------------------ |
| 312,2           | 39,05            | 62,62                          |
| 316,9           | 43,75            | 50,66                          |
| 321,6           | 48,45            | 41,04                          |
| 326,3           | 53,15            | 33,63                          |
| 331,0           | 57,85            | 28,14                          |
| 335,8           | 62,65            | 23,35                          |
| 340,5           | 67,35            | 19,70                          |
| 345,2           | 72,05            | 16,51                          |
| 349,9           | 76,75            | 14,05                          |
| 354,6           | 81,45            | 11,98                          |
| 359,3           | 86,15            | 10,41                          |

## Toxicologie en veiligheid
1,6-hexaandiol reageert hevig met oxidatiemiddelen. De stof is irriterend voor de ogen.